# Gut Lammershagen
Koordinaten: 54° 16′ 26″ N, 10° 26′ 36,6″ O

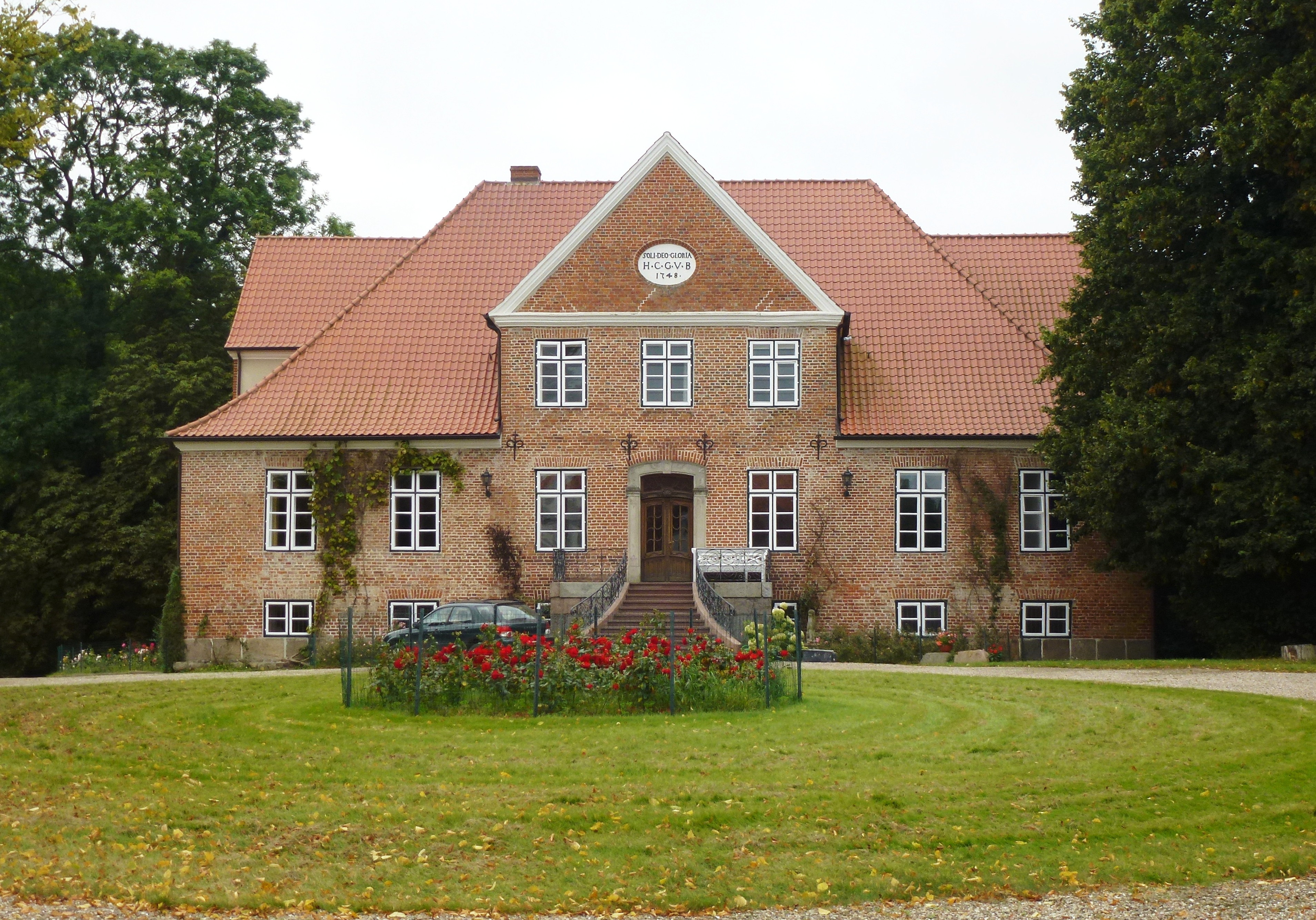
Lammershagens Herrenhaus

Das Gut Lammershagen liegt in der Gemeinde Lammershagen im Kreis Plön in Schleswig-Holstein. Die Geschichte des Gutes, das der Gemeinde den Namen gab, lässt sich bis ins frühe 15. Jahrhundert zurückverfolgen. Die gut erhaltene Hofbebauung stammt aus der Mitte des 18. Jahrhunderts und besteht hauptsächlich aus dem Torhaus, dem Herrenhaus und dem ehemaligen Pferdehaus, die allesamt unter Denkmalschutz stehen.

## Geschichte

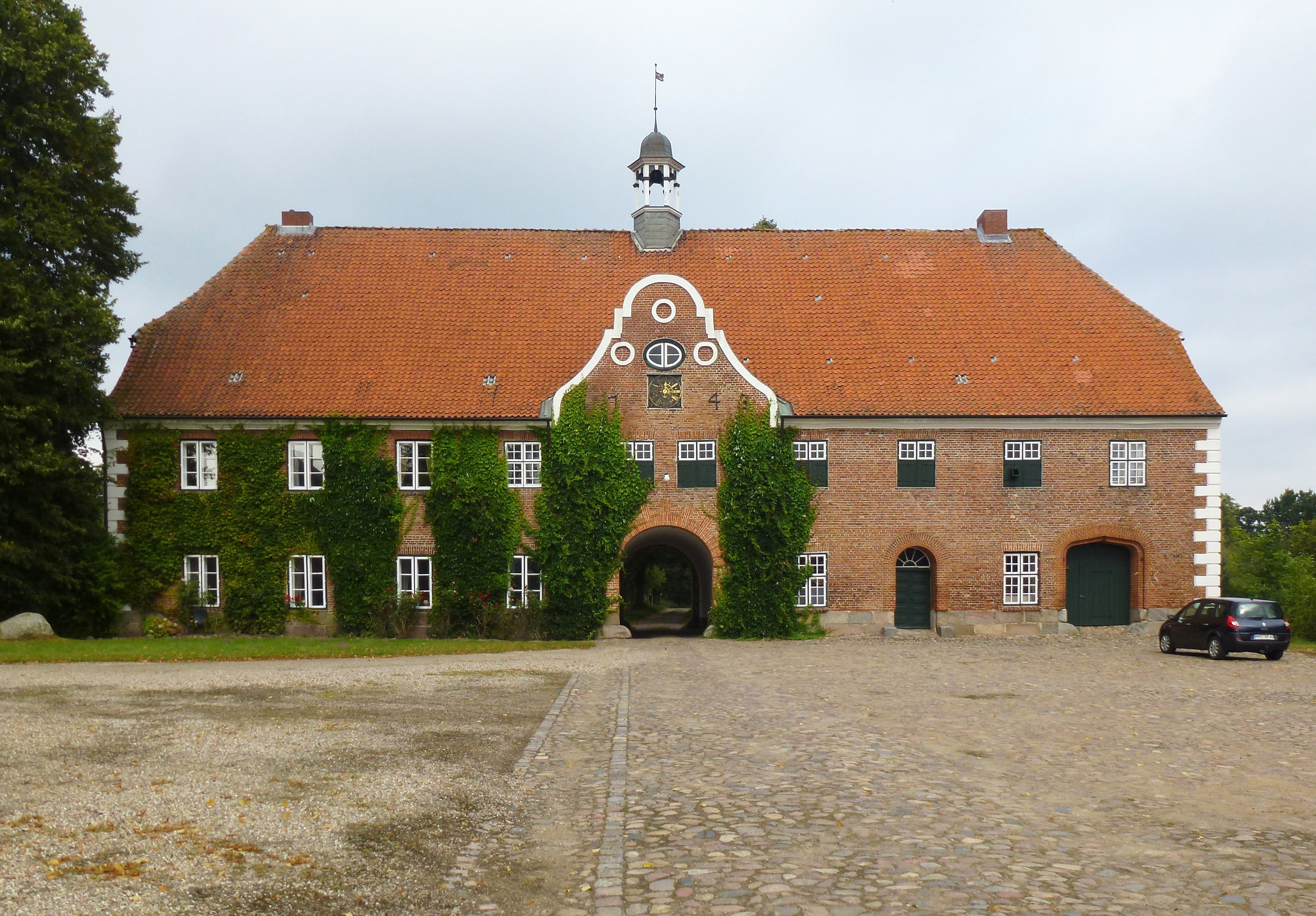
Lammershagen, Torhaus

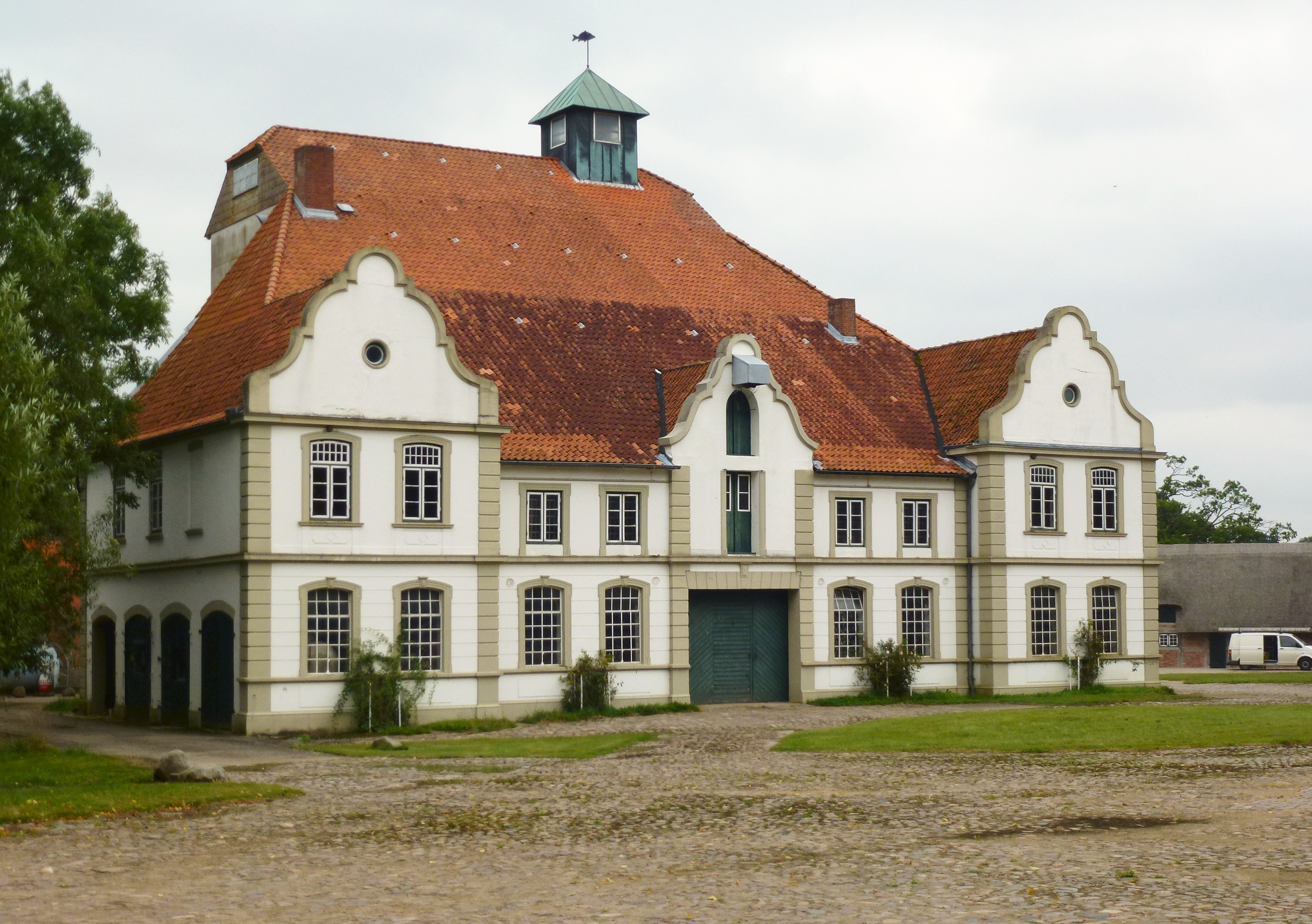
Lammershagen, ehemaliges Pferdehaus

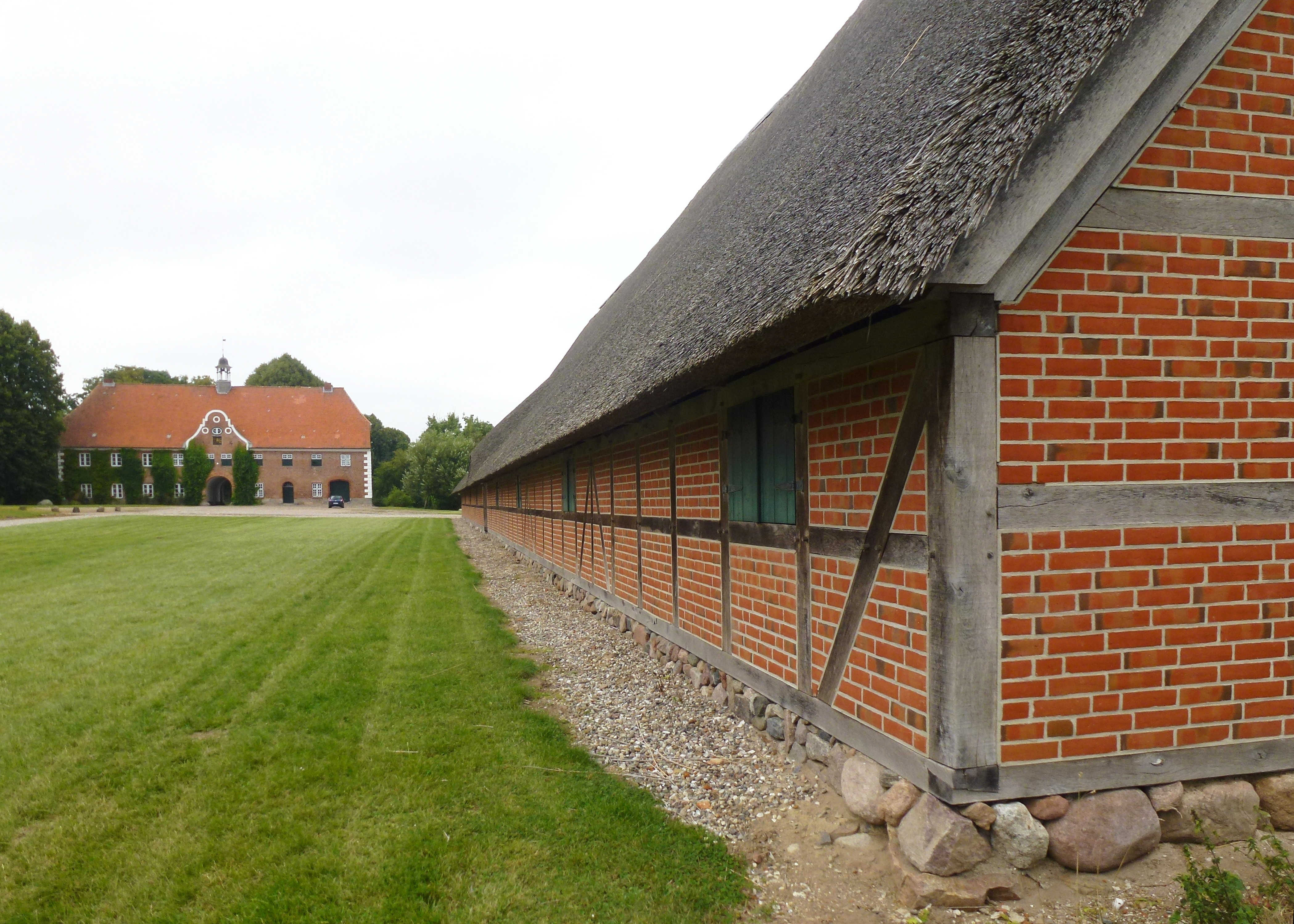
Lammershagen, Torhaus (links) und Scheune

Lammershagen war im Mittelalter im Besitz der ritterschaftlichen Familie Split, die mit dem Adelsgeschlecht Rantzau wappengleich waren. Im Jahr 1416 wird hier Schack von Rantzau erwähnt. Das Gut wurde später von den Familien von  Buchwaldt und von  Ahlefeld geprägt. Unter von Buchwaldt wurde 1743 das Torhaus errichtet. Das von einem Türmchen gekrönte Backsteingebäude hat zwei Geschosse unter einem gewalmten Satteldach und wurde vermutlich von dem schwedisch-deutschen Baumeister Rudolph Matthias Dallin errichtet. Zu seinen Arbeiten zählen unter anderem die Neugestaltung des Eutiner Schlosses und der Neubau der Gutshöfe Rastorf und Güldenstein.
Um 1748 war Lammershagen im Besitz von Heinrich Christoph Graf von Baudissin, der selbst nie auf dem Gut lebte. Er ließ das aus dem frühen 17. Jahrhundert stammende Herrenhaus umgestalten, das nun sein jetziges Aussehen erhielt. Es zeigt sich heute als schlichtes, eingeschossiges Gebäude aus Backstein mit hohem Walmdach. Die Eingangsseite dominiert ein Zwerchhaus mit Frontispiz. Eine geschwungene Freitreppe führt hinauf zum Eingang der von einem Sandsteinportal umrahmt ist. Die Initialen des Hausherren, H.C.G.V.B. sowie die Jahreszahl 1748 und der Wahlspruch Soli Deo Gloria (Ehre sei Gott allein) schmücken das Giebeldreieck. Gleichzeitig mit dem Umbau des Herrenhauses kam ein monumentales, barock gestaltetes Stallgebäude dazu: das Pferdehaus. 
Im Jahr 1828 wurde der Besitz an die auf Salzau ansässigen Grafen von Blome verkauft. Otto von Blome wohnte nicht lange auf Lammershagen, sondern ließ sich 1848 die Blomenburg in Selent errichten. 1866 ging Gut Lammershagen an die Hamburger Kaufmanns- und Reederfamilie Sloman. Nach Robert Miles Slomans Ableben verkauften die Erben den Besitz 1901 an den Seifensieder Carl Joachim Ernst Hirschberg aus Hamburg, dessen Nachfahren durch Käthe Hirschberg (Gutsverwaltung Lammershagen) den Hof weiterhin bewirtschaften. Bis zur Übernahme durch Preußen 1867 war das Gut auch Patrimonialgericht.

## Denkmalschutz
Das Ensemble des Guts Lammershagen steht unter Denkmalschutz. Eingetragene Kulturdenkmale sind:
- Herrenhaus
- Torhaus
- Gutsscheune
- Jungviehstall
- ehemaliger Pferdestall
- Fachwerks- und Wirtschaftsgebäude
- ehemaliger Kutschstall